# Forum Claudii Vallensium
Forum Claudii Vallensium was een Romeinse hoofdstad van de provincie Alpes Poeninae. Het lag waar Martigny (Zwitserland) zich nu bevindt, midden in de Alpen. 
De stad werd in 47 gesticht als Forum Claudii Augusti en dankte haar naam aan de stichter van de stad, keizer Claudius. Later werd de naam in Forum Claudii Vallensium veranderd, naar de naam van de stammengemeenschap Civitas Vallensis (een naam die voortleeft in het Franse Valois). Die verandering werd doorgevoerd omdat er anders te veel verwarring was met de huidige stad Aime, die ook zo was genoemd.
De plaats stond ook bekend onder de naam Octodurus en was reeds lang een belangrijke plaats voor de Kelten. In 59 v.Chr. raakte de Romeinse generaal Servius Galba aan het hoofd van het Legio XII Fulminata in Octodurus slaags met een Keltische Coalitie (zie ook de Slag bij Octodurus).
Met de inlijving van Alpes Poeninae bij het Romeinse Rijk in 47, werd de stad herdoopt in Forum Claudii Augusti en later Forum Claudii Vallensium en bleef het centrum van de provincie. Die positie verloor ze, toen in de 4e eeuw de macht naar het huidige stadje Sion in Zwitserland werd verplaatst.
De Romeinen lieten veel archeologische overblijfselen na. De stad staat bekend om zijn amfitheater, dat in 1978 volledig werd hersteld. De arena wordt nu gebruikt voor koegevechten. 